# Parti communiste colombien
Le Parti communiste colombien (espagnol : Partido Comunista Colombiano, PCC) a été fondé en 1930 sur la base du Parti socialiste révolutionnaire, d'orientation plutôt anarcho-syndicaliste qui avait fait le choix d’adhérer à l'Internationale communiste.

## Histoire
Le Parti communiste colombien est fondé en 1930 dans un contexte très défavorable pour le mouvement ouvrier colombien. Les luttes sociales des années 1920 ont été durement réprimées par le pouvoir et la crise économique mondiale, commencée en 1929 aux États-Unis, provoque rapidement une montée importante du chômage. Profondément marqué par le massacre des bananeraies (1928), au cours duquel les forces armées réprimèrent dans le sang les ouvriers en grève, le jeune Parti communiste s'oriente vers la ligne "classe contre classe" prônée par l'Internationale communiste, ce qui l'isole du Parti libéral.
Les années 1930 sont marquées par l'exaspération des conflits agraires liés aux conditions de travail dans les haciendas, aux conflits entre petits et grands propriétaires terriens et aux luttes pour la préservation des terres collectives des Indiens. Les premières milices paysannes se constituent, avec l'aide du PCC qui leur envoie ses meilleurs cadres, et organisent des occupations d'haciendas auxquelles prennent parfois part des milliers de paysans. Le PCC est durant cette période un parti implanté essentiellement dans le monde rural et dépourvu d'influence dans les milieux industriels.
Le PCC abandonne en 1935 la ligne de "classe contre classe" au profit de celle du "front populaire", apportant son soutien au gouvernement libéral de Alfonso López Pumarejo. Ce changement de stratégie intervient alors que le Parti conservateur de Laureano Gómez s'orientait vers le fascisme.
Pendant et après la guerre civile qui déchire la Colombie des années 1940 jusqu'au milieu des années 1950, les communistes créent des liens avec les guérillas paysannes, qu'ils garderont à la fin de la guerre. En 1964, ces groupes constituent les FARC, puis peu à peu, le Parti communiste et les FARC tendent à se séparer. Le parti est interdit dans les années 1950 mais continue clandestinement ses activités.
Sur le terrain syndical, le PCC est très proche de la CSTC (Confederación Sindical de Trabajadores de Colombia), légalisée en 1974. Celle-ci mène la grève générale de 1977, la première en Colombie. Le gouvernement libéral adopte une législation répressive pour y faire face : le droit de grève est suspendu et puni d'une peine de prison, ce qui entraine une plainte de la CSTC devant l'Organisation internationale du Travail. Le 14 septembre, une grande partie de l’économie est paralysée mais la réaction répressive du gouvernement (une trentaine de morts, des centaines d'arrestations et de licenciements, et la dissolution de sections syndicales), accompagnée de la reconnaissance de certaines des revendications des grévistes (le salaire minimum est augmenté de 26 %) provoquent une démobilisation progressive du mouvement.
En 1985, le Parti communiste colombien participe à la fondation de l'Union patriotique avec les FARC (qui avaient signé un accord de paix avec le gouvernement) et certains Fronts de l'ELN favorables aux accords de paix. Toutefois, les militants du parti font l'objet d'une politique d'assassinats systématiques par des groupes paramilitaires qui fait plus de 4 000 morts et conduit à la disparition de l'UP.
Après s’être associé plusieurs années au Pôle démocratique alternatif, le PCC réactive l'UP en 2013. Il ne doit pas être confondu avec le Parti communiste colombien clandestin (en) (PCCC) fondé en 2000 par les FARC. Au niveau international, le Parti communiste est affilié à la Rencontre internationale des partis communistes et ouvriers. Depuis la fin des années 1980, 7 000 militants du parti ont été assassinés. Le siège du parti est visé par un attentat en octobre 2019.